# Bender Siyaada
Bender Siyaada (bzw. Bandar Ziada, Bandar Ziàda, Bandar Siyaada, Bender Ziada, Bendersiyada, Sijada) oder auch Qaw (bzw. Qoow, Kau, Gau) ist eine Hafenstadt im Nordosten Somalias in der Region Bari. Die meisten der etwa 1000 Einwohner gehören zum somalischen Clan der Waabaneeye, ein Subclan der Majerteen-Darod.
Die Stadt war einst der westlichste Vorposten der Majerteen-Sultanate gegen den Darod-Clan der Warsangeli, später Deutsch-Somalilands bzw. Italienisch-Somalilands gegen Britisch-Somaliland.
Seit Ausbruch des somalischen Bürgerkriegs ist der Ort zwischen dem autonomen Teilstaat Puntland und dem nach Unabhängigkeit strebenden Somaliland umstritten. Zwischenzeitlich erhob auch Maakhir einen Anspruch, der sich aber mit dessen Anschluss an Puntland erledigt hat.